# María Palomo Pineda
María Palomo Pineda (geboren am 2. Juni 2000 in San Sebastián de los Reyes) ist eine spanische Handballspielerin, die auf der Spielposition am Kreis eingesetzt wird.

## Vereinskarriere
Palomos Karriere begann bei CB Alcobendas, mit dem sie in der Spielzeit 2018/2019 in Spaniens erster Liga, der División de Honor, debütierte. Von dort wechselte sie im Jahr 2020 zu CB La Calzada und von dort im Jahr 2023 weiter zu Atlético Guardés.
Mit dem Team aus Gijón nahm sie in der Spielzeit 2022/2023 am EHF European Cup teil.

## Auswahlmannschaften
Auch für die spanischen Auswahlmannschaften der RFEBM lief María Palomo auf, erstmals am 25. Juli 2014 für die promesas selección.
Vom 4. Juli 2016 bis 19. August 2018 stand sie in 43 Spielen für die Jugendnationalauswahl auf dem Feld und warf darin 65 Tore. Sie nahm an der U-18-Weltmeisterschaft 2016 (15. Platz), der U-17-Europameisterschaft 2017 (8. Platz) und an der U-18-Weltmeisterschaft 2018 (8. Platz) teil.
Am 23. November 2018 wurde sie erstmals für die Juniorinnenauswahl aufgeboten, für die sie bis November 2019 in 13 Spielen 19 Tore warf. Bei der U-19-Europameisterschaft 2019 kam sie mit diesem Team auf Platz 11.
Der spanische Trainer Ambros Martín berief Palomo im Februar 2025 für die Teilnahme an Testspielen der spanischen Nationalmannschaft im März des Jahres ins Aufgebot.

## Ehrungen
In der Spielzeit 2018/2019 der Liga Guerreras wurde María Palomo als beste Nachwuchsspielerin ausgezeichnet.